# 陳炳洋
陳炳洋（英語：Chan Ping-yeung），綽號山卡啦，香港政治人物、民主黨成員。前香港南區區議會鴨脷洲北選區議員。
他曾為一名通識科老師，亦是前謎米香港編輯，在2010年時，曾經是「窮飛龍」組織的創辦人之一；及後他在2011年11月開始獨立發展，並在2012年開始正式以「山卡啦」的名義獨立發展，以改編歌詞諷刺時弊為頻道主要內容。
2019年區議會選舉中獲民主黨提名參選挑戰競逐連任的張錫容，結果取得超過六成選票當選。

## 公職
- 南區區議會議員
  - 康體及地區設施委員會副主席
  - 社區參與事務委員會委員
  - 經濟、發展及規劃事務委員會委員
  - 環境、衞生及健康事務委員會委員
  - 財務及審核委員會委員
  - 南區社區重點項目專責委員會委員
  - 交通及運輸事務委員會委員

## 外部連結
- 陳炳洋的Facebook專頁
- 山卡啦的YouTube頻道 （页面存档备份，存于）
- 山卡啦的facebook專頁 （页面存档备份，存于）
- 2019年民主黨區議會選舉[]

| 議會席位      | 議會席位                                   | 議會席位    |
| ------------- | ------------------------------------------ | ----------- |
| 前任： 張錫容 | 南區區議會鴨脷洲北選區 2020年—2021年7月9日 | 繼任： 懸空 |